# Johan Gunnar Andersson
Johan Gunnar Andersson (3. juli 1874 i Knista, Närke, Sverige – 29. oktober 1960) var en svensk arkæolog, palæontolog og geolog mest optaget af kinesisk arkæologi i 1920'erne. Hans kinesiske navn var An Desheng (安德生).
Andersson studerede ved Universitetet i Uppsala og deltog som 25-åring på en ekspedition til Spitsbergen. I 1898 ledede han sin egen ekspedition til samme område, og i 1902 deltog han på Otto Nordenskjölds rejse til Antarktis.
I 1906 blev Andersson som professor leder for det svenske organ for geologiske undersøgelser. I 1914 blev han engageret af den kinesiske regering som geologisk rådgiver. Johan Gunnar Anderssons tjenestested var det nyoprettede nationale geologiske institut (Dizhi kaochasuo) og han blev snart god ven med instituttets leder Ding Wenjiang. På denne tid hjalp Andersson med uddannelsen af kinesiske geologer og opdagede enkelte jernmalmforekomster, noget som var til stor hjælp for den fremadstormende kinesiske industri.
Senere opdaget Andersson sammen med sine kinesiske kolleger, bl.a. forskeren Yuan Fuli, ukendte aflejringer fra yngre stenalder. Disse lå i provinsen Henan ved Den Gule Flod. Epoken fundene stammede fra fik navnet Yangshaokulturen, etter en landsby hvor man i 1921 havde gjort de første fund. Mellem 1923 og 1924 var Andersson med på arkæologiske udgravninger i provinserne Gansu og Qinghai. Mest anerkendelse høstede han for dateringen af fundene i Zhoukoudian i nærheden af Beijing (Pekingmennesket), som han kunne datere til ældre stenalder.
I 1926 fik Johan Gunnar Andersson til opgave af den svenske Riksdag at grundlægge et museum som skulle overtage de arkæologiske genstande som Andersson havde taget med sig hjem fra Kina. Allerede samme år opstod så Östasiatiska museet i Stockholm, under ledelse af Johan Gunnar Andersson fra 1928. En større del af samlingen skulle dog sendes tilbage til Kina som følge af en svensk-kinesisk aftale. Dette skete så med syv sendinger mellem 1927 og 1936. Denne del af samlingen blev antaget for at have gået tabt under den anden kinesisk-japanske krig, men i 2002 blev der under en renovation af Det geologiske museum i Kina, fundet tre kasser med keramiske beholdere som viste sig at være den fra de forsvundne forsendelser.
Johan Gunnar Andersson publicerede en række bøger og videnskabelige rapporter. De sidste blev for det meste publicerede i museets egne tidsskifter. Han er også kendt for bogen Den gula jordens barn, som blev oversat til mange sprog.
I Sverige fik han tilnavnet Kina-Gunnar.